# Bürgermeisterei Lauthausen
Die Bürgermeisterei Lauthausen war eine von acht preußischen Bürgermeistereien, in die sich der 1816 gebildete Kreis Uckerath im Regierungsbezirk Köln verwaltungsmäßig gliederte. Der Verwaltungsbezirk der Bürgermeisterei Lauthausen umfasste vier Gemeinden.
1927 wurde die Bürgermeisterei Lauthausen in Amt Lauthausen umbenannt. 1956 wurde das Amt Lauthausen aufgelöst, die dem Amt angehörenden Gemeinden Altenbödingen, Happerschoß und Lauthausen sowie ein Teil von Braschoß wurden zu einer neuen amtsfreien Gemeinde Lauthausen zusammengeschlossen. Der Verwaltungsbezirk der Bürgermeisterei lag im Bereich der heutigen Städte Hennef (Sieg) und Siegburg im Rhein-Sieg-Kreis in Nordrhein-Westfalen.

## Gemeinden und zugehörige Ortschaften
Zur Bürgermeisterei gehörten folgende Gemeinden und Ortschaften (heutige Schreibweise):
- Gemeinde Altenbödingen mit den Ortschaften Altenbödingen, Allner, Bröl (Teil), Brölthal und Müschmühle.
- Gemeinde Braschoß mit den Ortschaften Braschoß, Heide, Kaldauen, Münchshecke, Schneffelrath, Schreck, Schrecksmühle, Seligenthal, Siegelsknippen, Umschoß, Zur Mühlen.
- Gemeinde Happerschoß mit den Ortschaften Bröl (Teil), Happerschoß und Heisterschoß.
- Gemeinde Lauthausen mit den Ortschaften Berg, Bödingen, Driesch, Halberg, Kningelthal, Lauthausen, Niederhalberg, Oberauel, Oberhalberg und Oppelrath.

## Verwaltung
Bürgermeister
- Peter Ennenbach von (1806 = Maire) 1816 bis 1817 Bürgermeister der Bürgermeisterei Lauthausen
- Peter Eich (1781–1868), Besitzer des Klosterguts Bödingen und von 1817 bis 1847 Bürgermeister der Bürgermeisterei Lauthausen
- Carl Eich (1824–1893), Besitzer des Klosterguts Bödingen und von 1847 bis 1893 Bürgermeister der Bürgermeisterei Lauthausen
- Richard Eich von 1893 bis 1928 Bürgermeister der Bürgermeisterei Lauthausen

Verwaltungsaufbau
Der Bürgermeister hatte zwei Beigeordnete, drei Gemeindevorsteher und einen Sekretär zu seiner Seite. Er verfügte über einen Polizeisergeanten in Bröl und einen Feld- und Forstaufseher in Lauthausen. In Bödingen, Kaldauen, Happerschoß, Braschoß und Brölthal gab es damals Volksschulen.

## Geschichte
Das Verwaltungsgebiet der Bürgermeisterei Lauthausen war bis zum Beginn des 19. Jahrhunderts Teil des Amtes Blankenberg im Herzogtum Berg, das 1806 im Zusammenhang mit der Bildung des Rheinbundes im Großherzogtum Berg aufging. Im Jahre 1808 wurde durch die französische Verwaltung unter Napoléon Bonaparte die Mairie Lauthausen aus Teilen der Kirchspiele Eigen und Geistingen gebildet. Sie bestand aus den Honnschaften Altenbödingen, Braschoß, Happerschoß und Lauthausen. Die Mairie gehörte zum Kanton Hennef, Arrondissement Mülheim, Département Rhein im Großherzogtum Berg.
Aufgrund der Beschlüsse auf dem Wiener Kongress wurde 1815 das Rheinland dem Königreich Preußen zugeordnet. Unter der preußischen Verwaltung wurden 1816 Regierungsbezirke, Kreise und Bürgermeistereien sowie zugehörige Gemeinden gebildet. Die Bürgermeisterei Lauthausen gehörte zunächst zum Kreis Uckerath im Regierungsbezirk Cöln. Dieser gehörte zunächst zur Provinz Jülich-Kleve-Berg, die 1822 mit der Provinz Großherzogtum Niederrhein zur Rheinprovinz zusammengefasst wurde. 1820 wurde der Kreis Uckerath aufgelöst und dem Kreis Siegburg (ab 1825 Siegkreis) zugeführt. Mit Erlass einer Gemeindeordnung für die Rheinprovinz kam es 1845 zur rechtlichen Anerkennung der durch die Bürgermeisterei verwalteten Gemeinden als Gebietskörperschaften mit eigenem Vorsteher und Gemeinderat.
Nach dem Ersten Weltkrieg wurde die Bürgermeisterei von alliierten Soldaten besetzt. Diese blieben bis zum 29. Januar 1926.
So wie alle Landbürgermeistereien in der Rheinprovinz wurde die Bürgermeisterei Lauthausen 1927 in „Amt Lauthausen“ umbenannt. Zum 30. September 1956 wurde das Amt Lauthausen aufgelöst, die dem Amt angehörenden Gemeinden Altenbödingen, Happerschoß und Lauthausen sowie ein Teil von Braschoß wurden zu einer neuen amtsfreien Gemeinde Lauthausen zusammengeschlossen. Braschoß und Kaldauen wurden der Stadt Siegburg zugeordnet. Im Rahmen der kommunalen Neugliederung des Raumes Bonn wurde zum 1. August 1969 auch die amtsfreie Gemeinde Lauthausen aufgelöst, der überwiegende Teil der Ortschaften ging in der gleichzeitig gebildeten neuen Gemeinde Hennef (Sieg) auf.

## Statistiken
Nach der Topographisch-Statistischen Beschreibung der Königlich Preußischen Rheinprovinzen aus dem Jahr 1830 gehörten zur Bürgermeisterei Lauthausen vier Dörfer, 18 Weiler, zwei Höfe und acht Mühlen. Der Bevölkerung standen fünf Kirchen und Kapellen zur Verfügung. Im Jahr 1816 wurden in den zugehörenden Gemeinden insgesamt 2528 Einwohner gezählt, 1828 waren es 3075 Einwohner darunter 1551 männliche und 1524 weibliche; 3023 Einwohner gehörten dem katholischen, 19 dem evangelischen und 33 dem jüdischen Glauben an.
Weitere Details entstammen dem „Gemeindelexikon für das Königreich Preußen“ aus dem Jahr 1888, das auf den Ergebnissen der Volkszählung vom 1. Dezember 1885 basiert. Im Verwaltungsgebiet der Bürgermeisterei Lauthausen lebten insgesamt 3051 Einwohner in 680 Gebäuden; 1575 der Einwohner waren männlich und 1506 weiblich. Bezüglich der Religionszugehörigkeit waren 3067 katholisch und einer evangelisch (in Altenbödingen); die 13 Juden waren in Braschoß ansässig.
1885 betrug die Gesamtfläche der vier zugehörigen Gemeinden 3205 Hektar, davon waren 1338 Hektar Ackerland, 288 Hektar Wiesen und 1310 Hektar Wald.